# 皮利角国家公园
皮利角国家公园（英文：Point Pelee National Park）是加拿大的一座国家公园，位于安大略省埃塞克斯郡，建于1918年。公园主要由一个延伸到伊利湖的尖锐的半岛和湖中的数个小岛组成。皮利角国家公园是加拿大本土最南端。